# 시그마 자이
시그마 자이(Sigma Xi), 과학 연구 아너 소사이어티(The Scientific Research Honor Society, ΣΞ)는 과학자와 엔지니어를 위한 국제 비영리 아너 소사이어티이다. 시그마 자이는 1886년 코넬 대학교에서 한 교수와 대학원생들에 의해 설립되었으며, 가장 오래된 아너 소사이어티 중 하나이다. 시그마 자이의 회원은 초대받은 자에 한하며, 회원은 연구 업적이나 잠재력을 바탕으로 다른 사람을 추천한다. 이 학회는 1925년 미국 대학 아너 소사이어티 협회의 창립 회원이었으나, 1933년 탈퇴하고 한참 후에 아너 소사이어티 코커스를 결성하는 데 기여했다.

## 역사
시그마 자이는 1886년 11월 뉴욕주 이타카에 있는 코넬 대학교 기계 공학 단과대학에서 설립되었다. 설립자로는 코넬 교수 헨리 셰일러 윌리엄스, 초급 교수 프랭크 반 블렉, 공학 대학원생 존 J. 버거, 윌리엄 A. 데이, 존 니커배커, 윌리엄 A. 모스크롭, 윌리엄 H. 라일리, 윌리엄 N. 샌더슨, 헨리 E. 스미스, 찰스 B. 윙이 있다. 이들의 목표는 파이 베타 카파에 필적하는 과학 학회를 만드는 것이었다. 학회의 주요 목표는 중요한 과학 연구를 인정하고 다양한 분야의 과학자들 간의 협력을 촉진하는 것이었다. 윌리엄스는 초대 회장이었다.
1887년 시그마 자이는 국가 조직이 되어 스티븐스 공과대학교, 럿거스 대학교, 렌슬리어 공과대학교, 유니언 칼리지에 지부를 설립했다. 1888년에는 안나 보츠포드 콤스톡과 수잔나 펠프스 게이지를 포함한 여성 회원들을 입회시키기 시작했다. 학회는 1893년 이타카에서 첫 번째 총회를 열어 새로운 헌법 초안을 작성했다. 1899년에는 미국 과학 진흥 협회와 공동으로 총회를 개최했다. 19세기 말, 시그마 자이는 8개 지부에 1,000명 이상의 회원으로 구성되었다.

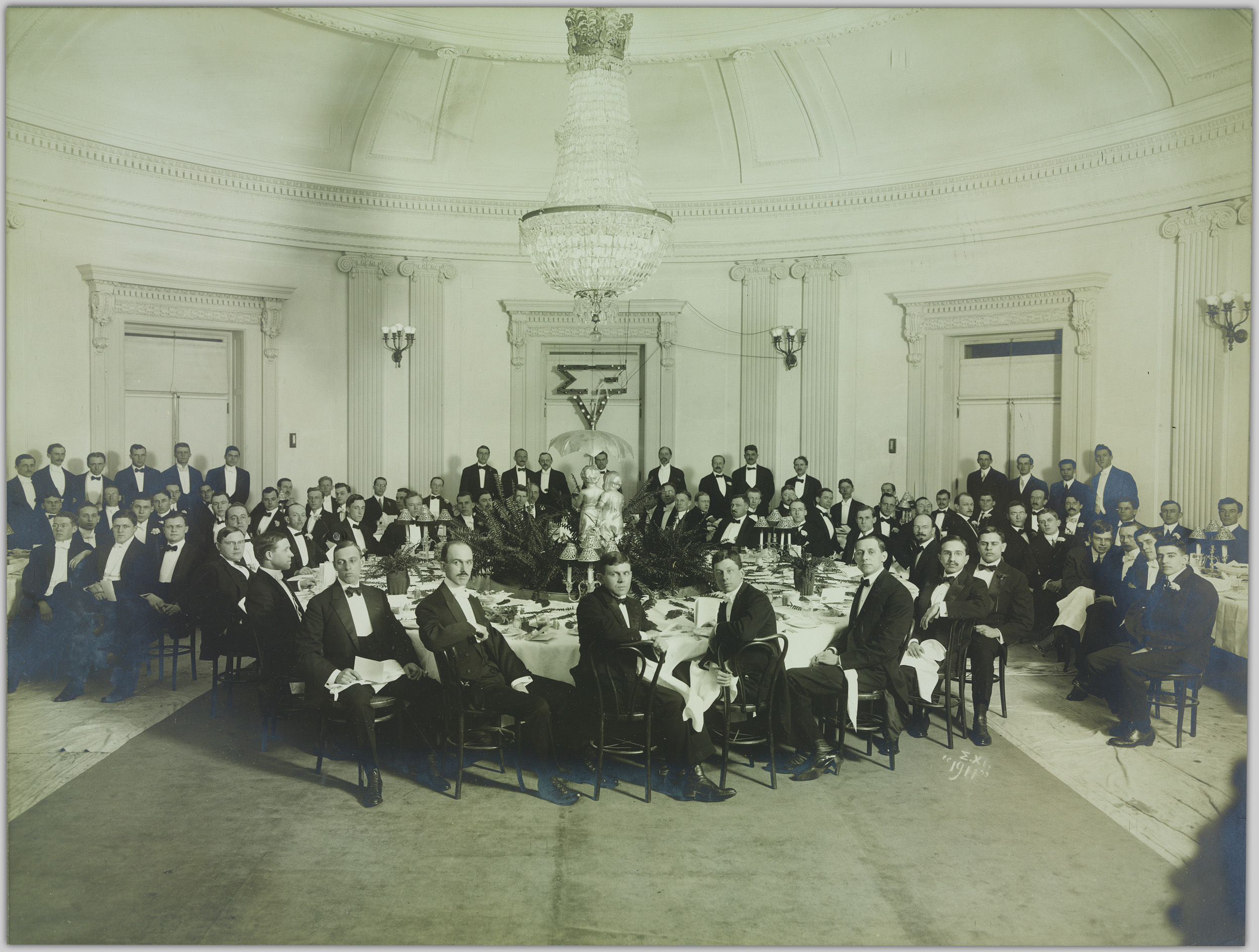
1911년경 예일 대학교 시그마 자이 만찬 참석자들의 초상화

20세기 초, 1906년 샌프란시스코 지진 이후 시그마 자이의 스탠퍼드 대학교와 캘리포니아 대학교 버클리 지부는 재건 및 공중 보건 이니셔티브에 참여했다. 제1차 세계 대전 동안, 전미연구평의회는 시그마 자이와 협력하여 연구 시설을 조직했다. 학회는 전쟁 후에 크게 확장되었고, 1930년에는 20,000명의 회원을 보유했다.
시그마 자이는 1925년 12월 30일 미국 대학 아너 소사이어티 협회(ACHS)를 공동 설립한 6개 아너 소사이어티 중 하나였다. 그 참여는 단명했으며, 10여 년 후인 1933년에 탈퇴하고 독립 학회로 다시 운영하기로 결정했다. ACHS에서 탈퇴한 이유는 "주로 연구에 전념하기로 결정했고, 더 이상 엄밀히 대학 조직으로 간주하지 않으며, 따라서 협회가 차지하는 분야의 다소 밖에 있었다고 판단했고, 이러한 이유로 협회에서 탈퇴할 수밖에 없었다"고 밝혔다.
시그마 자이는 1930년대 후반에 활동 및 연구 결과를 홍보하기 위한 저명 강사 프로그램을 시작했다. 1950년까지 학회 회원은 42,000명에 달했다. 1947년에는 다양한 환경에서 연구를 지원하기 위해 미국 과학 연구 학회(RESA)가 설립되었다. 회원 토마스 T. 홈은 1953년부터 1981년까지 학회의 전무 이사가 되어 시그마 자이를 급속한 성장과 사회 변화를 통해 이끌었다. 1963년 학회는 139개 지부와 175,000명의 회원을 보유했다.
시그마 자이와 RESA는 1974년 1월 1일 시그마 자이, 과학 연구 학회라는 이름으로 통합되었다. 1989년 시그마 자이는 과학의 중요성과 사회에서의 역할을 강조하는 새로운 사명 선언문을 개정했다. 이 학회는 과학적 업적을 인정하고 과학 기술 분야에서 국제 협력을 증진하는 데 계속 전념하고 있다.
시그마 자이는 파이 베타 카파, 파이 카파 파이, 시그마 자이, 오미크론 델타 카파와 함께 아너 소사이어티 코커스라고 불리는 미국에서 가장 오래되고 명망 높은 4개 아너 소사이어티의 느슨하게 조정된 로비 단체에 참여하고 있다. 시그마 자이는 연구 업적과 잠재력을 바탕으로 회원으로 선출된 약 60,000명의 회원을 보유하고 있다. 학회 본부는 리서치 트라이앵글 파크에 있다.

## 상징
그리스 문자 ΣΞ는 학회의 모토인 Σπουδῶν Ξυνῶνες 또는 Spoudon Xynones의 약어이며, "열정적인 연구의 동반자"로 번역된다. 시그마 자이 회장 티 L. 기도티는 다음과 같이 언급했다.
시그마 자이는 물론 우리의 기본적인 이름이며, 1886년 파이 베타 카파의 과학 및 공학적 대응 기관으로 설립된 이래로 줄곧 그래왔다. 모든 '그리스 문자' 학회들이 그러하듯, 전문적이든 사교적이든, 이 이름은 학회 모토인 Σπουδων Ξυνωνες (Spoudon Xynones)의 약어이며, 이는 '열정적인 연구의 동반자'로 번역된다. 수년 동안 우리는 '시그마 자이 학회'로 불렸다. 20세기 초, 일부 지도부는 '미국 과학 연구 학회'와 같은 형식으로 '시그마 자이'를 완전히 버리기를 원했다. 역사의 이상한 우연으로, 두 이름 모두 살아남았는데, 1940년대에 학회가 학술 아너 소사이어티(시그마 자이)와 응용 연구 및 공학 아너 소사이어티(미국 과학 연구 학회, RESA라고 불림)로 분리되었기 때문이다. RESA는 시그마 자이가 전적으로 소유한 별도의 법인으로, 정부 및 산업 연구실과 같은 비학술 기관의 엔지니어와 과학자를 대표했다. 더욱 이상한 전개로, 시그마 자이와 RESA는 1974년에 다시 합병되어 결국 스스로를 시그마 자이, 과학 연구 학회라고 부르기 시작했다.
시그마 자이 배지는 그리스 문자 ΣΞ의 모노그램으로 구성된 시계줄 펜던트이다. 학회의 색상은 전청색과 하양이다. 회원들은 졸업 시 파란색과 흰색 아너 코드를 착용할 수 있다. 학회 출판물은 아메리칸 사이언티스트이다.

## 회원 자격
시그마 자이의 회원 자격은 초대받은 자에 한하며, 회원은 연구 업적이나 잠재력을 바탕으로 다른 사람을 추천한다. 학회 회원은 과학 분야에서 주목할 만한 연구에 기여한 교수진 및 직원, 과학 연구에 뛰어난 학부생, 응용 또는 순수 과학 분야에서 탁월함을 보여준 대학원생으로 구성된다.

## 활동
시그마 자이는 잡지 아메리칸 사이언티스트 발행 외에도 유망한 젊은 연구자들에게 매년 보조금을 지원한다. 또한 연구 윤리학, 과학 및 공학 교육, 과학에 대한 대중의 이해, 국제 연구 협력 및 연구 기업의 전반적인 건전성을 지원하는 다양한 프로그램과 강연을 후원한다.

### 윌리엄 프록터 상

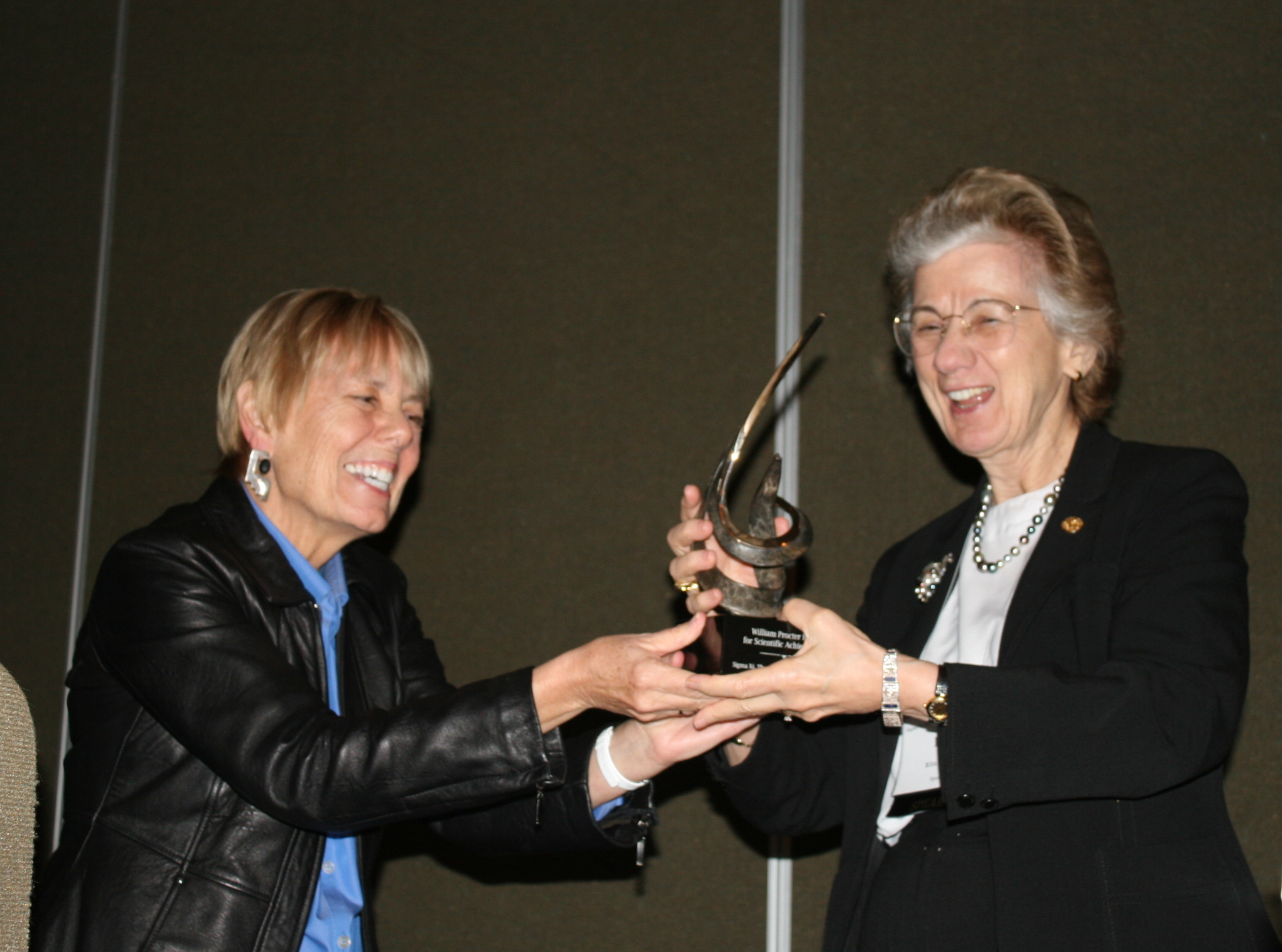
시그마 자이에서 리타 R. 콜웰에게 수여된 윌리엄 프록터 상

윌리엄 프록터 과학 업적상은 시그마 자이에서 수여하는 상이다. 이 명예로운 상은 과학 연구에 탁월한 기여를 하고 다른 분야의 과학자들에게 이 연구의 중요성을 전달하는 능력을 입증한 과학자에게 주어진다.
이 상은 과학 연구 및 개발에 대한 강한 헌신을 보인 저명한 비즈니스 리더이자 자선가인 윌리엄 프록터를 기리기 위해 1950년에 제정되었다. 프록터는 프록터 앤드 갬블 회사의 상속인이자 회장으로 재직했다.
윌리엄 프록터 상 수상자들은 연구와 소통 모두에서 이룬 업적을 인정받으며, 이는 과학적 우수성과 학제 간 소통을 모두 증진하려는 시그마 자이의 이중적인 강조를 반영한다. 수상자는 표창과 함께 학회 연례 회의 또는 기타 적절한 행사에서 강연을 한다.
수년에 걸쳐 윌리엄 프록터 상은 다양한 분야의 많은 저명한 과학자들에게 수여되었으며, 이는 학제 간 연구를 존중하고 증진하려는 상의 헌신을 강조한다.

## 지부
2023년 5월 4일 기준으로 550개 이상의 지부를 설립했으며, 미국에 350개 이상의 활동 중인 지부가 있고 다른 국가에 20개 이상의 지부가 있다.

## 저명한 회원
노벨상 수상자 200명 이상이 시그마 자이 회원이었다. 여기에는 프랜시스 크릭, 제니퍼 다우드나, 알베르트 아인슈타인, 엔리코 페르미, 리처드 파인만, 존 구디너프, 라이너스 폴링, 제임스 왓슨 등이 포함된다.

## 같이 보기
- 아너 코드
- 아너 소사이어티
- 전문 동아리 및 여학생 클럽